# Vickers Venture
El Vickers Type 94 Venture fue un biplano británico de cooperación con el ejército de la década de 1920, diseñado y construido por Vickers, como un desarrollo del Vixen. Aunque se construyeron seis ejemplares para la Real Fuerza Aérea, se consideraron inadecuados y se utilizaron para realizar trabajos experimentales.

## Diseño y desarrollo
El Venture fue un desarrollo posterior del Vixen II, diseñado para cubrir los requisitos de la Especificación 45/23 del Ministerio del Aire, y del que se encargaron seis aviones. El Venture, al igual que el Vixen que sirvió de base, era un biplano de un solo vano con fuselaje de tubo de acero y alas de madera. Utilizaba las alas del Vixen II con el fuselaje alargado del Vixen III. El primer Venture voló en la fábrica de Vickers en Brooklands el 3 de junio de 1924, siendo enviado al Establecimiento Experimental de Aeroplanos y Armamento en Martlesham para su evaluación. Aunque demostró un manejo que se dijo que era "dócil", pruebas posteriores mostraron que el avión poseía una estabilidad longitudinal deficiente, una larga distancia de aterrizaje y se consideraba demasiado grande para su uso en la cooperación con el ejército, donde se esperaba que operara desde pistas de aterrizaje pequeñas. Si bien se sometió a breves pruebas de servicio con el 4.º Escuadrón, los seis Venture fueron relegados a fines experimentales, y el último avión fue dado de baja en enero de 1933.

## Operadores
Reino Unido
- Real Fuerza Aérea

## Especificaciones (Venture)
Referencia datos: The British Bomber since 1914

### Características generales
- Tripulación: Dos (piloto y observador)
- Longitud: 9,8 m (32 ft)
- Envergadura: 12,2 m (40 ft)
- Altura: 4 m (13,3 ft)
- Superficie alar: 48,9 m² (526,4 ft²)
- Peso vacío: 1424 kg (3138,5 lb)
- Peso cargado: 2218 kg (4888,5 lb)
- Planta motriz: 1× motor lineal de 12 cilindros en W refrigerado por agua Napier Lion I.
  - Potencia: 340 kW (469 HP; 462 CV)
- Hélices: Bipala de paso fijo

### Rendimiento
- Velocidad máxima operativa (Vno): 208 km/h (129 MPH; 112 kt) a 3000 m (10 000 pies)
- Techo de vuelo: 5900 m (19 357 ft)

### Armamento
- Ametralladoras: 

  - 2x Vickers de 7,7 mm fija frontal
  - 1x Lewis de 7,7 mm en anillo Scarff en cabina del observador
- Bombas: 4 de 51 kg en soportes subalares

## Aeronaves relacionadas

### Desarrollos relacionados
- Vickers Vixen
- Vickers Valparaiso

### Secuencias de designación
- Secuencia Numérica (interna de Vickers): ← 91 - 92 - 93 - 94 - 95 - 96 - 98 →